# Кассіано
Кассіано Діас Морейра (порт. Cassiano Dias Moreira), відомий як просто Кассіано (порт. Cassiano, нар. 16 червня 1989, Порту-Алегрі) — бразильський футболіст, нападник португальського клубу «Ештуріл-Прая».

## Ігрова кар'єра
Народився 16 червня 1989 року в місті Порту-Алегрі. Вихованець футбольної школи клубу «Сан-Жозе» (Порту-Алегрі). Дорослу футбольну кар'єру розпочав 2009 року в основній команді того ж клубу, в якій провів один сезон, взявши участь у 6 матчах чемпіонату. 
Протягом наступних десяти років встиг пограти за низку бразильських клубних команд у першостях декількох штатів. 2013 року вигравав Лігу Гаушу у складі «Інтернасьйонала». Згодом вигравав Лігу Сеаренсе із «Форталезою», Лігу Гояно із «Гоясом» та Лігу Алагоано у складі «ССА Масейо». Також за цей період встиг пограти на правах оренди за кордоном — за кіпрський «Неа Саламіна», південнокорейський «Кванджу», казахстанський «Актобе». Також мав досвід виступів у Китаї у складі «Хейлунцзян Лава Спрінг».
2019 року перебрався до Португалії, уклавши контракт із «Боавіштою», де провів один сезон. Згодом протягом двох сезонів захищав кольори «Візели».
У 2022–2023 роках грав за саудівський «Аль-Фейсалі», після чого повернувся до Португалії, цього разу як гравець «Ештуріл-Прая».

## Титули і досягнення
- Переможець Ліги Гаушу (1):

«Інтернасьйонал»: 2013
- Переможець Ліги Сеаренсе (1):

«Форталеза»: 2015
- Переможець Ліги Гояно (1):

«Гояс»: 2016
- Переможець Ліги Алагоано (1):

«ССА Масейо»: 2019